# John Coleman (espía)
John Coleman (5 de abril de 1935) es un autor de pensamiento disidente británico y exespía del MI6. Coleman publica el periódico World In Review.

## Teorías
Coleman opinó que la organización de los Hermanos Musulmanes fue creada por la masonería británica con la ayuda de Thomas Edward Lawrence, Bertrand Russell, St John Philby, E.G. Browne y Arnold Toynbee, para mantener el medio oriente subdesarrollado con el fin de permitir a Gran Bretaña continuar robando sus recursos naturales y sobre todo su petróleo. Coleman criticó el Club de Roma, la Fundación Giorgio Cini, Global 2000, el Coloquio Interreligioso para la Paz, el Instituto Tavistock, y otras organizaciones que se acercan al Nuevo Orden Mundial.

## Obras
- The Tavistock Institute Of Human Relations: Shaping the Moral, Spiritual, Cultural, Political and Economic Decline of the United States of America.
- Conspirators Hierarchy: The Story of the Committee of 300.
- One World Order: Socialist Dictatorship (antiguo título Socialism: The Road To Slavery).
- Diplomacy by Deception: An Account of the Treasonous Conduct by the Governments of Britain and the United States.
- Beyond The Conspiracy: Unmasking The Invisible World Government, The Committee Of 300.
- What You Should Know About The United States Constitution And The Bill Of Rights.